# Ассан Діуссе
Ассан Діуссе (фр. Assane Dioussé, нар. 20 вересня 1997, Дакар) — сенегальський футболіст, півзахисник клубу «Осер».

## Клубна кар'єра
Народився 20 вересня 1997 року в місті Дакар і переїхав до Італії у віці 13 років. Там почав займатись футболом в академії клубу «Емполі». У 2014 році став залучатися до матчів юнацької команди. Через рік, в липні 2015 року відправився на збори з основною командою. 24 вересня 2015 року підписав контракт з «Емполі» терміном на п'ять років, до 2020 року.
23 серпня 2015 року Ассан дебютував у Серії А в поєдинку проти «К'єво», вийшовши на поле в основному складі. З тих пір він закріпився в основному складі, однак у 2017 році його команда покинула Серію А.
31 липня 2017 року «Емполі» офіційно заявив про перехід футболіста у французький «Сент-Етьєн». Сума трансферу склала €5 млн, контракт підписаний на п'ять років. За «стефануа» сенегалець дебютував 5 серпня у переможній зустрічі стартового туру Ліги 1 з «Ніццою». У першому сезоні Ассан стабільно грав за команду, але у другому втратив місце в основі, через що 29 січня 2019 він повернувся до Італії, підписавши арендну угоду до кінця червня з «К'єво». Втім із цією командою Діуссе вилетів з вищого італійського дивізіону.
Влітку 2019 Діуссе повернувся з оренди назад до «Сент-Етьєна», однак не потрапляє навіть до заявок на матчі. Новий тренер клубу Клод Пюель вирішив скоротити склад клубу та планує виставити Діуссе взимку на трансфер.

## Виступи за збірні
З початку 2017 року залучався до складу молодіжної збірної Сенегалу. На молодіжному рівні зіграв у 3 офіційних матчах.
14 листопада 2017 року дебютував в офіційних матчах у складі національної збірної Сенегалу в грі відбору на чемпіонат світу 2018 року проти ПАР (2:1), замінивши на 88 хвилині Альфреда Н'Діайє.
| Дата       | Місто     | Господарі            | Результат | Гості      | Турнір                                  | Голи | Примітки |
| ---------- | --------- | -------------------- | --------- | ---------- | --------------------------------------- | ---- | -------- |
| 14-11-2017 | Дакар     | Сенегал              | 2 – 1     | ПАР        | Відбір до ЧС 2018                       | -    | 88'      |
| 23-3-2018  | Кота-Бару | Сенегал              | 1 – 1     | Узбекистан | товариський матч                        | -    |          |
| 17-11-2018 | Бата      | Екваторіальна Гвінея | 0 – 1     | Сенегал    | Відбір до Кубка африканських націй 2019 | -    | 76'      |
| Усього     |           | Матчів               | 3         |            | Голів                                   | 0    |          |